# FOOTSTEPS
「FOOTSTEPS」は、J-WALKの2枚のベスト・アルバム。1989年10月25日に発売された。

## FOOTSTEPS Ⅰ
『FOOTSTEPS Ⅰ』（フットステップスワン）は、J-WALK3枚目のベストアルバム。 1989年10月25日に『FOOTSTEPS Ⅱ』と共に、BOURBON RECORDSから発売された。

### 収録曲
1. ジョー
2. SENTIMENTAL ROAD
3. 夜間飛行
4. 雨に消えた恋
5. ONCE IN MY LIFE
6. 偽りのパラダイス
7. SHAKE DOWN
8. あいつの話
9. 俺のV-TWIN
10. 野良犬
11. ウインズ・ブルース吹く街角
12. ジャスト・ビコーズ
13. 俺のジャーク・タウン
14. RAB-A-DUM-DUM-DUM
15. モーニング・グロウ

## FOOTSTEPS Ⅱ
『FOOTSTEPS Ⅱ』（フットステップスツー）は、J-WALK4枚目のベストアルバム。 1989年10月25日に『FOOTSTEPS Ⅰ』と共に、BOURBON RECORDSから発売された。

### 収録曲
1. 凍てついた街
2. ユア・マイフレンド
3. ハートブレイク・ソング
4. 青春のモノクローム ムービー
5. 青いステイションワゴン
6. スコール
7. 終わりのない夏
8. ジム シャピロのテーマ
9. ウィーク・エンド・ラバーズ
10. Keikoの消息
11. 青いアイシャドウ
12. 息もできない愛しさで…
13. ジュリエット
14. エンジェル
15. 夕陽にグッドバイ